# 1399

## Родени
- Зара Якоб, император на Етиопия